# Johannes Braun (Stiftsvikar)
Johannes Braun (* um 1450; nach † 1516 in Eisenach) war ein deutscher römisch-katholischer Priester, Stiftsvikar und Lehrer an der Pfarrschule Sankt Georg.

## Leben und Wirken
Über sein Leben ist wenig bekannt. Die meisten Fakten stehen im Zusammenhang zur Person Martin Luthers. 1470 war Braun an der Universität Erfurt immatrikuliert. Er wurde Säkular- oder Leutpriester und Stiftsvikar im Marienstift der Augustiner-Chorherren in Eisenach. Braun war für Martin Luther während dessen Studienaufenthaltes und auch noch später ein väterlicher Freund. Luther ging von 1498 bis 1501 auf die Pfarrschule zu St. Georgen in Eisenach und nahm regelmäßig an Treffen im Haus von Braun teil. Bei diesen Treffen lernte Luther eine fröhliche Frömmigkeit kennen. So wurden im Kreis der Teilnehmenden Lieder und Motetten gesungen.
In einem Brief vom 22. April 1507 lud Luther ihn zu seiner Primiz in die Kirche des Augustinerklosters in Erfurt ein.
Umstritten bleibt, ob Braun tatsächlich, wie gelegentlich behauptet, den Rat zu Luthers Klostereintritt am Montag, dem 15. Juli 1505, gab, da dieser Sachverhalt bisher gänzlich unbelegt ist.